# Молано Вега, Диего
Диего Эрнесто Молано Вега (исп. Diego Ernesto Molano Vega; род. 6 октября 1967, Тунха, Бояка) — колумбийский инженер, политический и государственный деятель, министр информационных технологий и связи (2010—2015).

## Биография
Родился 6 октября 1967 года в городе Тунха, департамент Бояка, Колумбия, в семье психолога Мэри Веги и инженера Энрике Молано. Учился в местном колледже Бояка, после окончания которого переехал в Боготу, где получил степени в области электронной инженерии и экономики в Папском Ксаверианском университете. Позже он поступил в Международный институт управленческого развития в Лозанне, Швейцария, где получил степень магистра делового администрирования.

## Карьера
На протяжении своей карьеры инженера Молано занимал руководящие должности в ряде транснациональных компаний, таких как Ascom, BellSouth и Telefónica, где отвечал за работу в сферах корпоративных отношений и регулирования оптовой торговли. В 1996 году он был назначен директором Комиссии по регулированию телекоммуникаций.
С августа 2010 года по май 2015 года Молано занимал пост министра информационных технологий и связи при президенте Хуане Мануэле Сантосе.